# مهرداد آوخ
مهرداد آوخ (زادهٔ ۱۸ آذر ۱۳۶۸) بازیکن فوتبال اهل ایران است که در پست هافبک هجومی و مهاجم برای باشگاه فوتبال فولاد هرمزگان بازی می‌کند.

## دوران باشگاهی

### آلومینیوم هرمزگان
وی نخستین بازی خود در لیگ برتر برای آلومینیوم هرمزگان را در هفته بیستم لیگ دوازدهم برابر نفت تهران انجام داد. 

### مس رفسنجان
او نخستین گل خود در لیگ برتر برای مس رفسنجان را در هفته دهم لیگ بیستم برابر فولاد به ثمر رساند. 

## افتخارات

### گل‌گهر
- لیگ آزادگان
  - قهرمان (۱): ۱۳۹۸–۱۳۹۷

### مس رفسنجان
- لیگ آزادگان
  - قهرمان (۱): ۱۳۹۹–۱۳۹۸